# Черемшанське сільське поселення (Ішимський район)
Черемша́нське сільське поселення (рос. Черемшанское сельское поселение) — муніципальне утворення у складі Ішимського району Тюменської області, Росія.
Адміністративний центр — село Черемшанка.

## Населення
Населення — 970 осіб (2020; 998 у 2018, 1087 у 2010, 1142 у 2002).

## Склад
До складу поселення входять такі населені пункти:
| Населений пункт         | Населення, осіб (2002) | Населення, осіб (2010) |
| ----------------------- | ---------------------- | ---------------------- |
| Большеудалово, присілок | 188                    | 220                    |
| Івановка, присілок      | 38                     | 31                     |
| Первотроїцьк, присілок  | 126                    | 110                    |
| Савина, присілок        | 317                    | 291                    |
| Черемшанка, село        | 473                    | 435                    |